# Filmfare Awards (2007)
52-я церемония награждения Filmfare Awards проводилась 17 февраля 2007 года, в городе Бомбей. На ней были отмечены лучшие киноработы на хинди, вышедшие в прокат до конца 2006 года.

## Главные награды

### Лучший фильм
- Цвет шафрана
  - Байкеры 2: Настоящие чувства
  - Дон. Главарь мафии
  - Никогда не говори «Прощай»
  - Крриш
  - Братан Мунна 2

### Лучший режиссёр
- Ракеш Омпракаш Мехра — Цвет шафрана
  - Каран Джохар — Никогда не говори «Прощай»
  - Ракеш Рошан — Крриш
  - Раджкумар Хирани — Братан Мунна 2
  - Санджай Гадхви — Байкеры 2: Настоящие чувства
  - Vishal Bhardwaj — Омкара

### Лучший актёр в главной роли
- Ритик Рошан — Байкеры 2: Настоящие чувства в роли Aryan / Mr. A
  - Аамир Кхан — Цвет шафрана в роли Daljit 'DJ' / Chandrashekhar Azad
  - Ритик Рошан — Крриш в роли Krishna Mehra / Крриш / Rohit Mehra
  - Санджай Датт — Братан Мунна 2 в роли Murli Prasad Sharma
  - Шах Рукх Кхан — Дон. Главарь мафии в роли Don/Vijay
  - Шах Рукх Кхан — Никогда не говори «Прощай» в роли Dev Saran

### Лучшая актриса в главной роли
- Каджол — Слепая любовь
  - Айшвария Рай Баччан — Байкеры 2: Настоящие чувства
  - Бипаша Басу — Поломанные судьбы
  - Карина Капур — Омкара
  - Рани Мукхерджи — Никогда не говори «Прощай»

### Лучшая мужская роль второго плана
- Абхишек Баччан — Никогда не говори «Прощай»
  - Амитабх Баччан — Никогда не говори «Прощай» в роли Samarjit 'Sam' Talwar
  - Джон Абрахам — Папа в роли Rajat Verma
  - Кунал Капур — Цвет шафрана в роли Aslam
  - Сиддхартх — Цвет шафрана в роли Karan R. Singhania

### Лучшая женская роль второго плана
- Конкона Сен Шарма — Омкара
  - Кирон Кхер — Цвет шафрана в роли Mitro
  - Прити Зинта — Никогда не говори «Прощай» в роли Rhea Saran
  - Рекха — Крриш в роли Sonia S. Mehra
  - Соха Али Кхан — Цвет шафрана в роли Sonia / Durga Vohra

### Лучшая комическая роль
- Аршад Варси — Братан Мунна 2
  - Чанки Пандей — Наша мечта деньги..?
  - Пареш Раваль — Незадачливые бизнесмены
  - Шарман Джоши — Весёлые мошенники
  - Тусшар Капур — Весёлые мошенники

### Лучшая отрицательная роль
- Саиф Али Кхан — Омкара
  - Боман Ирани — Братан Мунна 2
  - Эмран Хашми — Гангстер
  - Джон Абрахам — Узник прошлого
  - Насируддин Шах — Крриш

### Лучший сюжет
- Видху Винод Чопра & Раджкумар Хирани — Братан Мунна 2
  - Джайдип Сахни — Гнёздышко Кхослы
  - Камлеш Пандей — Цвет шафрана
  - Керси Кхамбатта — Тайные намерения
  - Махеш Бхатт — Гангстер

### Лучший сценарий
- Джайдип Сахни — Гнёздышко Кхослы
  - Анураг Басу — Гангстер
  - Хоми Ададжаниа & Керси Кхамбатта — Тайные намерения
  - Видху Винод Чопра, Абхиджит Джоши & Раджкумар Хирани — Братан Мунна 2
  - Rensil D’Silva & Ракеш Омпракаш Мехра — Цвет шафрана

### Лучший диалог
- Видху Винод Чопра & Раджкумар Хирани — Братан Мунна 2
  - Гириш Дхамиджа — Гангстер
  - Нирадж Вора — Весёлые мошенники
  - Прасун Джоши — Цвет шафрана
  - Vishal Bhardwaj — Омкара

### Лучшая музыка к фильму
- А.Р. Рахман — Цвет шафрана
  - Химеш Решаммия — Погибший из-за любви
  - Джатин-Лалит — Слепая любовь
  - Притам — Байкеры 2: Настоящие чувства
  - Шанкар-Эхсан-Лой — Дон. Главарь мафии
  - Шанкар-Эхсан-Лой — Никогда не говори «Прощай»

### Лучшая песня к фильму
- Прасун Джоши — «Слепая любовь» из Слепая любовь
  - Гулза — «Beedi» из Омкара
  - Джавед Ахтар — «Никогда не говори „Прощай“» из Никогда не говори «Прощай»
  - Джавед Ахтар — «Mitwa» из Никогда не говори «Прощай»
  - Прасун Джоши — «Roobaroo» из Цвет шафрана

### Лучший мужской закадровый вокал
- Шаан / Кайлаш Кер — «Слепая любовь» из Слепая любовь
  - Атиф Аслам — «Tere Bin» из Ещё одно мгновение
  - Химеш Решаммия — «Jhalak Dikhlaja» из Погибший из-за любви
  - Сону Нигам — «Никогда не говори „Прощай“» из Никогда не говори «Прощай»
  - Zubeen Garg — «Ya Ali» из Гангстер

### Лучший женский закадровый вокал
- Сунидхи Чаухан — «Beedi Jalaile» из Омкара
  - Alka Yagnik — «Никогда не говори „Прощай“» из Никогда не говори «Прощай»
  - Shreya Ghoshal — «Pal Pal Har Pal» из Братан Мунна 2
  - Сунидхи Чаухан — «Aashiqui Mein» из Казино Чайна-таун «36»
  - Сунидхи Чаухан — «Soniye» из Погибший из-за любви

### Лучшие спецэффекты
- EFX — Крриш
  - Red Chillies VFX — Дон. Главарь мафии
  - Tata Elxsi — Байкеры 2: Настоящие чувства
  - Prime Focus — Моя любимая
  - Pankaj Khandpur — Цвет шафрана

### Лучшая постановка боевых сцен
- Тони Чин & Сиу-Танг — Крриш
  - Allan Amin — Байкеры 2: Настоящие чувства
  - Angelo Samn — Дон. Главарь мафии
  - Джей Сингх — Омкара
  - Парвез Киран — Гангстер

### Лучшая работа художника-постановщика
- Самир Чанда — Омкара
  - Арадана Сет — Дон. Главарь мафии
  - Navin Kankre, Апарна Рэйна & Шехар Мор — Тайные намерения
  - Самир Чанда — Цвет шафрана
  - Шармишта Рой — Никогда не говори «Прощай»

### За влияние в киноиндустрии
- Салим-Сулайман — Крриш
  - А. Р. Рахман — Цвет шафрана
  - Джулиус Пакьям — Кабульский экспресс 
  - Салим-Сулайман — Байкеры 2: Настоящие чувства
  - Vishal Bhardwaj — Омкара

### Лучшая хореография
- Ганеш Ачария — «Bheedi» из Омкара
  - Farah Khan — «Humko Maloom Han» из Моя любимая
  - Ganesh Hegde — «Main Hoon Don» из Дон. Главарь мафии
  - Ганеш Ачария — "Samjo Ho Gaya " из Братан Мунна 2
  - Ганеш Ачария — «Paathsala» из Цвет шафрана

### Лучшая операторская работа
- Бинод Прадхан — Цвет шафрана
  - Бобби Сингх — Гангстер
  - Jahangir Choudhary — Тайные намерения
  - Моханан — Дон. Главарь мафии
  - Тассадук Хуссэйн — Омкара

### Лучший монтаж
- P.S. Bharati — Цвет шафрана
  - Акив Али — Гангстер
  - Джон Харрис & Ананд Субайя — Тайные намерения
  - Мегна Манчанда — Омкара
  - Раджкумар Хирани — Братан Мунна 2

### Лучший дизайн костюмов
- Долли Ахлувалиа — Омкара
  - Аки Нарула — Дон. Главарь мафии
  - Анаита — Тайные намерения
  - Ловлин Бейнс и Арджун Басин — Цвет шафрана
  - М.П. Картик и Комал Шахани — Тонкие нити любви

### Лучший звук
- Shajith Koyeri, Subash Sahu & K.J. Singh — Омкара
  - Акив Али — Гангстер
  - Andrew Bellety — Тайные намерения
  - Nakul Kamre, Jeetendra Choudhary & Baylon Fonsecai — Крриш
  - Nakul Kamre — Цвет шафрана

### Лучший женский дебют
- Кангана Ранаут — Гангстер

### Награда за пожизненные достижения
- Джавед Ахтар, Джая Бхадури

### Награда имени Р. Д. Бурмана
- Нареш Айер

## Выбор критиков

### Лучший фильм
- Братан Мунна 2 (Раджкумар Хирани)

### Лучшая актёр
- Аамир Кхан — Цвет шафрана

### Лучшая актриса
- Карина Капур — Омкара

## Наибольшее количество номинаций и побед
| Фильм                        | Побед | Номинаций |
| ---------------------------- | ----- | --------- |
| Омкара                       | 7     | 15        |
| Цвет шафрана                 | 5     | 19        |
| Братан Мунна 2               | 4     | 11        |
| Крриш                        | 3     | 8         |
| Слепая любовь                | 3     | 4         |
| Никогда не говори «Прощай»   | 1     | 14        |
| Байкеры 2: Настоящие чувства | 1     | 8         |
| Гнёздышко Кхослы             | 1     | 2         |
| Гангстер                     | 1     | 8         |
| Дон. Главарь мафии           | 0     | 9         |
| Тайные намерения             | 0     | 7         |
| Весёлые мошенники            | 0     | 3         |
| Погибший из-за любви         | 0     | 3         |
| Моя любимая                  | 0     | 2         |